# Magyar Goju-Kai Karate-Do
Magyar Goju-Kai Karate-Do létrejötte előtt Rebicek Gerd sensei 1983-ban új stílus indításával próbálkozott, nem volt könnyű feladata, mert a karate „piac” gyakorlatilag fel volt osztva, és eléggé zárt közösséget alkotott. A domináns Shotokan (pl. Antal János shihan) mellett a Réti István által vezetett Wado-ryu próbálkozott, a Miskolcon létező Shito-ryu akkoriban még a másik „nagyágyúhoz”, a Kyokushinkai-hoz tartozott. Az 1980-as évek elején kezdett megalakulni az All Style Kickbox Karate, mely igazán nagy ellenállást váltott ki a tradicionális karatét űzők körében.
Már ekkor erős volt a Harmath László által vezetett Taekwon-do – de ez külön utakon járt. Ez idő tájt a karatén belüli összetartás lényege gyakorlatilag csak a kickbox elutasításában merült ki. Hogy az egész nem esett szét, sőt lépésről lépésre sikerült megismertetni a karatét a „legfelsőbb” szervekkel, az Dr. Gortvay Istvánnak volt köszönhető. Ő nagyon sokat segített Goju-Kai-nak  is és gyakorlatilag az elejétől fogva egyenrangú partnerként kezelte a többi stílussal.

## Az első klub
Az első Goju-kai klub beindításához nagymértékben hozzájárult Tótisz András, aki bemutatta Rebicek Gerd sensei-t a BEAC vezetőségének, és így 1983 szeptemberében elindultak az első edzések. 
1984-ben klubot váltott a stílus, amikor Hardy Róbert segítségével az Erzsébetvárosi SE-hez került és az ESE képzi most is a Goju-kai legjelentősebb klubját.

## Az első eredmények
A fokozatos, szisztematikus munka hamarosan meghozta a gyümölcsét: 1985-ben Reiter Gábor katában először nyert Magyar Bajnokságot, utána 1988-ban Szabó János lett az első junior magyar bajnok, majd szintén ebben az évben Miskolczi Attila lett az első felnőtt magyar bajnok.
Ez a minőségi előrelépés nagyban köszönhető annak, hogy 1984-ben hazánkba látogatott az akkor még két danos Klaus Fingerle német mester, aki kiskora óta japán mestereknél edzett. Neki köszönhetően 1985-ben hazánkba látogatott az els? japán Goju-Kai mester, Joji Iwanani (4 dan), valamint 2 és 3 danos német tanítványai.

## Az első találkozás a Saiko shihan-nal
Az egyhetes sződligeti edzőtábor felejthetetlen élmény volt. A tábor után Rebicek Gerd sensei kocsiba ült vendégeivel és másnap reggel már együtt reggelizett jövőbeli mestereivel, Ingo de Jong shihannal és Goshi Yamaguchi Saiko Shihannal. Az egyhetes edzőtáborban szerzett benyomásai után kérvényezte a Magyar Goju-szakág felvételét az IKGA-ba (International Karate-Do Goju-Kai Association). Nem fogadták tárt karokkal, ugyanis Európában akkor 13 tagországot számlált a szervezet és a magyar lett volna az első kelet-európai. Így elég bizalmatlanul kezelték, úgymond várólistára tették. Mivel Rebicek Gerd sensei úgy látta, hogy végre megtalálta azt, amit 11 éve keresett – egy igazi mestert – , kitartott. 

## Csatlakozás az I.K.G.A.-hoz
1987 nyarán hazánkba látogatott Ingo de Jong Shihan övvizsgáztatni. Rebicek Gerd sensei tovább ostromolta a szervezetet és 1988-ban a magyar Goju-Kai szakág az IKGA tagja lett. Akkor még nem sejtette Rebicek Gerd sensei, hogy a neheze csak ezután következik. Ugyanis Ingo de Jong Shihan úgy döntött – ha már tagja a szervezetnek –, megtanítja karatézni.
1989-ben meghívta Rebicek Gerd sensei-t svédországi dojo-jába, ahol három hónapot töltött, ezután vizsgázott le 2. danra, majd hazatérve nekilátott gyökeresen átszervezni az egész edzésmunkát. Hogy ezt helyesen tette, azt az idő is bizonyította. 

## Eredmények
- Az 1990-es évektől a magyar bajnokságok és a külföldi versenyek dobogóin egyre több Goju-Kai versenyző jelent meg.
- 1993-ban az  I. Goju-kai VB-n Szathmáry Renáta aranyérmet, Koltai Zsuzsanna és Szabó János bronzérmet szerzett.
- 1997-ben a felnőtt magyar bajnokságon a Goju-Kai szakág lett a legjobb, 5 arany- , 2 ezüst- , és 1 bronzéremmel.
- Ugyanebben az évben a II. Goju-Kai VB-n , Sao Paolo-ban 1 arany- (Női csapat), 1 ezüst- (Szathmáry Renáta), és két bronzérem (Klima Zsuzsanna, Hegedűs Nikolett) volt a mérleg.
- Szintén 1997-ben a Seishinkai VK-n Szathmáry Renáta arany- , Klima Zsuzsanna és Szabó János ezüstérmet szerzett.
- 1998-ban a Goju-Kai EB-n, a hollandiai Zeist-ben már 3 aranyérem (Női csapat, Klima Zsuzsanna, Hegedűs Nikolett) volt a mérleg.

A következő években is remekül szerepeltek a versenyzők nemzetközi és hazai versenyeken és 
- 2001-ben a III. Goju-kai VB-n 2 arany- (Klima Zsuzsanna (2)), és 4 bronzérem (Női csapat, Marosi Ákos (2), Hegedűs Nikolett)  volt az eredmény;
- 2005-ben szövetségünk versenyzői a IV. Goju-Kai VB-n 18 érmet szereztek, ebből 5 aranyérmet (Molnár Dániel, Csák Klaudia, Humpók Richárd, Hegedűs Nikolett, Lekl Zsolt).
- 2007. július 8-án rendezték meg Bern-ben a I.K.G.A. Goju-Kai Európa Bajnokságot, ahol szövetségünk, folytatva a hagyományokat, rendkívül eredményesen szerepelt. 23 ( 7 arany (Sánta Péter (2), Molnár Dániel, Horváth Dezső, Csák Klaudia (2), Női csapat), 5 ezüst 11 bronz ) érmet szerzett a csapatunk, ez minden idők legjobb eredménye. (Forrás: www.goju-kai.hu)

## Klubok
A versenyeredmények mellett természetesen a tagság dinamikus növekedése is nagyon fontos. Eleinte – edzők híján – gyakorlatilag csak két ESE csoport működött. Idővel tanítványok is saját csoportokat indítottak. Mára már több tanítvány vezet saját klubot.  A klubokban színvonalas munka folyik, amit az övvizsgán lehet legjobban megítélni. Itt a vizsgázók csak nagyon kis hányada nem felel meg. A nyári fekete öves vizsgákon – annak ellenére, hogy a követelmények igazán szigorúak – eddig minden vizsgázónak sikerült megszereznie a mesteri fokozatot.
1983 óta több ezer ember fordult meg a szövetséghez tartozó dojo-k valamelyikében. Sokan abbahagyták, sokan máshol folytatják, de szerencsére sokan maradtak is.
Azok, akik végig kitartottak alakítják szövetségünk egészséges magját, szilárd gyökerét, amelyből egyre nagyobb és egyre szebb gyümölcsöket hozó fa nő és terebélyesedik.

## Egyesületek
- Erzsébetvárosi SE (http://ese-goju.fw.hu/): Rebicek Gerd shihan (6.dan) edző
- Gankaku SE (http://www.gankaku.hu/): Szabó János shihan (5.dan) és Szabó Tünde sensei (3.dan) edzők
- Pilisborosjenő SE (http://pbjse.fw.hu/): Szabó János senpai (1.dan) és Szabó Adrienn senpai (1.dan) edzők
- Tomoni SE (http://www.tomoni.hu/): Zima István sempai (2.dan) és Dobner Kamilla sempai (1. dan) edzők
- Sutemi SE (http://www.sutemi.5mp.eu/): Rácz Zoltán senpai (2.dan) edző